# Wafaa el-Saddik
Wafaa el-Saddik (en arabe وفاء الصديق), née en 1950 dans le delta du Nil, est une égyptologue égyptienne. Archéologue de formation, elle est directrice générale du musée égyptien du Caire de 2004 à 2010. Après la révolution égyptienne de 2011, elle dénonce la corruption au sein de l'administration égyptienne.

## Biographie

### Enfance et famille
Wafaa el-Saddik naît en 1950, dans le delta du Nil.
Elle est issue d'une riche famille d'intellectuelles : elle a pour ancêtre un polymathe du XIIIe siècle, Cheikh Hassan Ier. Son arrière-grand-père a enseigné à l'université al-Azhar et son grand-père a été directeur du port d'Alexandrie.
Elle a une sœur, Safaa el-Saddik, qui a occupé le poste de secrétaire d'État au ministère de l'Eau égyptien.
Elle fuit le Caire avec sa famille lors de la crise du canal de Suez.

### Études
Marquée par la guerre des Six Jours et la guerre du Kippour, Wafaa el-Saddik commence des études de journalisme au Caire pendant six semaines,.
À la suite d'une visite de Louxor et d'Assouan organisée par la faculté d'archéologie, elle décide de poursuivre des études d'archéologue,. Elle étudie ainsi l'égyptologie à l'université du Caire. Elle obtient ensuite un doctorat à l'université de Vienne.
Alors qu'elle se rend à Cologne pour une exposition, elle y rencontre un riche pharmacien égyptien, Azmy, qui devient son mari en 1989,. Ils s'installent dans cette ville pendant quinze ans, et ont deux enfants.

### Carrière
En 1976, Wafaa el-Saddik devient la première femme égyptienne à diriger des fouilles,, ne souhaitant pas se contenter d'être inspectrice de fouilles menées par des archéologues étrangers.
À l'âge de 27 ans, elle est ambassadrice de l'exposition Les trésors de Toutânkhamon à la Nouvelle-Orléans.
Elle a fait visiter différents musées et sites archéologiques à plusieurs chefs d'État, comme Margaret Thatcher, Jimmy Carter et Anouar el-Sadate, ou encore Helmut Schmidt.

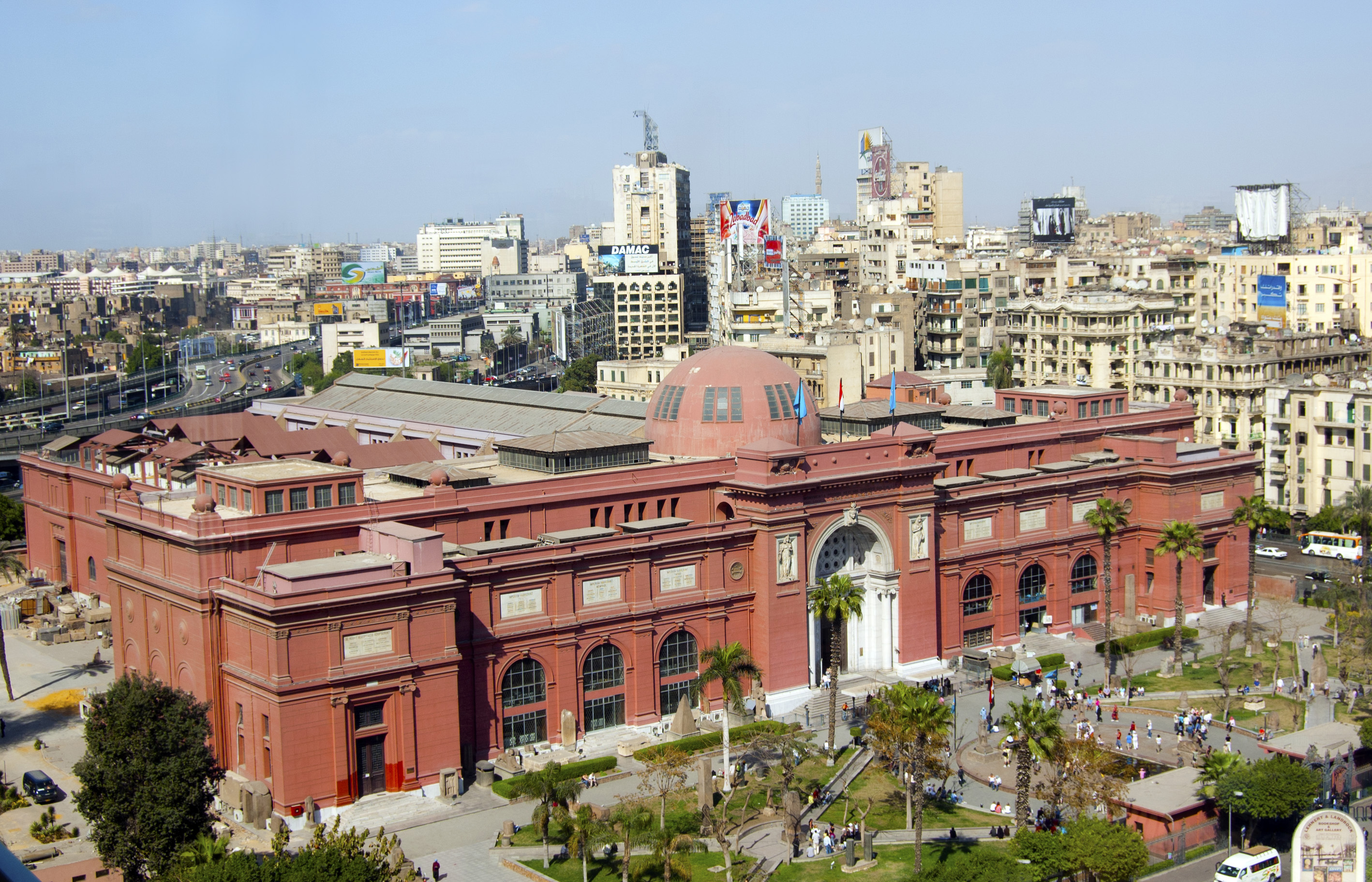
Le musée égyptien du Caire en 2008.

De 2004 à fin 2010, Wafaa el-Saddik est nommée directrice générale du musée égyptien du Caire ; elle est la première femme à occuper ce poste,. Elle initie rapidement un inventaire des très nombreux objets stockés dans les réserves du musée,. Elle s'intéresse à la médiation culturelle et à la pédagogie, et cherche à attirer aussi bien les touristes étrangers que les Égyptiens.
Elle est conservatrice de l'exposition Tutankhamen, the Golden Beyond, dans laquelle est présentée le trésor de Toutânkhamon, ayant fait le tour du monde et servant à financer le projet de Grand Musée égyptien du président Moubarak.
En octobre 2010, elle est chargée de sélectionner différents artéfacts égyptiens pour une exposition à Rome, lors de la visite du président égyptien Hosni Moubarak en Italie. Néanmoins, cette sélection n'est pas jugée assez impressionnante ; Zahi Hawass lui succède, mais après avoir été accusé de conflit d'intérêts, il se retire et Wafaa el-Saddik reprend sa place. La préparation de l'exposition est ponctuée de plusieurs problèmes (œuvres prêtées non-assurées, absence de catalogue d'exposition, collaborateurs sans visas). Elle parvient néanmoins à organiser l'exposition et à effectuer une courte visite avec Hosni Moubarak et le chef du gouvernement italien Silvio Berlusconi.
Elle quitte son poste en décembre 2010, peu avant la révolution égyptienne de 2011, ayant atteint l'âge de la retraite.

### Prises de position
Lorsque le président égyptien Anouar el-Sadate ordonne de nettoyer la partie haute de la pyramide de Khéphren, afin qu'elle soit de la même couleur que la partie basse, Wafaa el-Saddik s'oppose, en expliquant que les pierres ne sont pas les mêmes et proviennent de deux carrières distinctes ; le projet est rapidement abandonné.
Wafaa el-Saddik s'oppose à la construction du Grand Musée égyptien, voulu par le président Moubarak, souhaitant plutôt un projet de rénovation du bâtiment ancien du musée égyptien du Caire et d'extension, à la place de l'ancien siège du Parti national démocratique.
En janvier 2011, elle est témoin de la révolution égyptienne de 2011 (qu'elle anticipait à la suite de la révolution tunisienne une année plus tôt). Celle-ci la pousse à écrire un livre, intitulé Protecting Pharaoh’s Treasures: my life in Egyptology, dans lequel elle revient sur sa vie et sur l'histoire de son pays, notamment la corruption à laquelle elle a été confrontée dans sa carrière de directrice de musée,. Elle évoque notamment le pillage du musée égyptien du Caire, lors des manifestations de janvier 2011 : selon elle, des policiers et des gardiens du musée ont commis ces vols, afin de discréditer les manifestants.